# Хермлин, Стефан
Стефан Хермли́н (нем. Stephan Hermlin, настоящее имя Рудольф Ле́дер (Rudolf Leder); 13 апреля 1915, Хемниц — 6 апреля 1997, Берлин) — немецкий писатель, поэт и переводчик.

## Биография
Рудольф Ледер родился в еврейской семье Давида и Леи Лауры (урожд. Бернштайн) Ледер 13 апреля 1915 года в Хемнице. В 1931 году вступил в Коммунистический союз молодежи Германии. В этом же году для публикации своих первых стихотворений Рудольф выбрал псевдоним «Стефан Хермлин». С 1933 по 1936 работал в типографии в Берлине. В 1936 году Хермлин уехал из страны сначала в Палестину, а затем во Францию и Швейцарию. В эмиграции писатель опубликовал свои первые серьезные литературные опыты, участвовал в движении «Свободная Германия».
В 1945 году Стефан вернулся на родину и устроился редактором на радио во Франкфурте-на-Майне. В 1947 году переехал в Советскую зону оккупации, где работал в редакциях таких изданий как «Tägliche Rundschau», «Ulenspiegel», «Aufbau», «Sinn und Form». В этом же году участвовал в I Конгрессе немецких писателей. В 1948 году стал членом ПЕН-клуба и отправился в составе первой послевоенной делегации немецких деятелей культуры в СССР. В 1950 году стал членом Академии искусств.
В 1953—1956 годах Хермлин совершил более 25 поездок по различным странам Европы, Азии и Южной Америки, участвуя во множестве международных писательских конференциях и съездах. С 1960 года занимал пост секретаря отделения поэзии и культуры речи при Академии искусств. На протяжении многих лет писатель принимал активное участие в деятельности как немецких, так и интернациональных литературных организаций.
Хермлин, являясь убежденным коммунистом и приближенным Хоннекера, тем не менее, порой высказывал точку зрения отличную от мнения партии, в частности, негативно отзывался о вводе советских войск в Чехословакию в 1968 году и лишении Вольфа Бирмана гражданства ГДР в 1976 году.
Сын Стефана Андрей Хермлин (род. 1965) — известный немецкий пианист, основатель коллектива «Swing Dance Orchestra». Дочь Корнелия Шмаус (род. 1946) — актриса театра и кино.
В 1996 году журналист и литературный критик Карл Корино опубликовал в газете «Die Zeit» статью, в которой он поставил под сомнение факты из жизни Хермлина, изложенные в автобиографической повести «Вечерний свет», а именно — участие писателя в Гражданской войне в Испании и французском Сопротивлении, его пребывание в концлагере Заксенхаузен, а также то, что там погиб его отец.

## Награды
- 1948 — Премия Генриха Гейне Общества поддержки немецких писателей
- 1950 — Национальная премия ГДР
- 1954 — Национальная премия ГДР
- 1958 — Премия Вайскопфа
- 1972 — Премия Генриха Гейне Министерства культуры ГДР
- 1975 — Национальная премия ГДР
- 1980 — Орден «За заслуги перед Отечеством»